# Гута Крампська
Гута Крампська (пол. Huta Krempska) або Гута Кремпська —  присілок (частина села) Крампна на Лемківщині у Ясельському повіті Підкарпатського воєводства Республіки Польща. Входить до гміни Кремпна. Віддалене на 1,5 км від села Крампна.

## Походження назви
Походить від назви села Крампна, обік якого велася забудова.

## Історія
Була однією з польських колоній на Галичині, які насаджувала польська адміністрація австрійської провінції Королівство Галичини та Володимирії у XIX ст. Як свідчить назва колонія початково займалася виробництвом скла.
У 1882 році у присілку нараховувалось кількадесят римо-католиків, точне число автори географічного словника не подають через вочевидь незначну цифру, а додають населення трьох подібних колоній повіту і нараховують 193 римо-католики, про греко-католиків не згадують — вочевидь через шовіністичну заанґажованість.
Греко-католики присілка належали до парохії Крампна Дуклянського деканату, до якої також належало село Котань. Тилявська схизма не торкнулася Гути Крампської. Станом на 1936 рік у присілку проживало 20 греко-католиків і 100 римо-католиків. Метричні книги провадились від 1761 р.
У 1945—1947 роках польською владою українське населення було виселене, поляки ж займали залишені господарства, зокрема поляки з Гути Крампської зайняли хати і господарства та церкву в Крампні.